# Liste des ZNIEFF de l'Ain
Le département de l’Ain compte 281 sites classés Zones naturelles d'intérêt écologique, faunistique et floristique de type I.

## Liste des sites
- Adret du Grand Thur.
- Aérodrome d'Ambérieu.
- Ancienne carrière des Genandes, prairie du Coin.
- Aven de Sutrieu.
- Bas-Bugey.
- Bas-Monts Gessiens.
- Basse vallée de la Reyssouze.
- Basse vallée de l’Ain.
- Basse vallée du Longevent.
- Bassin de Belley.
- Bassin de Miribel-Jonage.
- Berges humides de la Valserine.
- Bois de Charley.
- Bois de Chatillonnet.
- Bois de Courmangoux.
- Bois de Fougemagne.
- Bois de Grand Champs.
- Bois de Maillance.
- Cascade du Séran.
- Chainon de la montagne des Princes, du Gros-Foug et de la montagne de Cessens.
- Château de Dortan.
- Château de Rochefort.
- Cluse du Préau, bief de la Fouge.
- Col d'Évosges, falaises d'Argis et gorges de l'Albarine.
- Combe d'Andert.
- Confluent du Suran et du Sélignac.
- Costière du Bois de Laie.
- Côtière méridionale de la Dombes.
- Cours du Rhône de Briord a Loyette.
- Cours du Rhône majeur de Seyssel à l'île des Brotteaux.
- Cours du Séran des gorges de Turignin à la cascade de Cerveyrieu.
- Cours supérieur du ruisseau de l'Arvière.
- Crêts du Jura, massif de Champfromier.
- Défilé de Malarage.
- Dunes de Sermoyer.
- Église d’Andert-et-Condon.
- Église de Champagne-en-Valromey.
- Église de Charancin.
- Église de Chatillon-de-Cornelle.
- Église de Culoz.
- Église de Divonne-les-Bains.
- Église de Lancrans.
- Église de Léaz.
- Église de Lhuis.
- Église de Luthézieu.
- Église de Saint Martin-du-Mont.
- Église de Sutrieu.
- Église d’Hotonnes.
- Église du Petit Abergement.
- Ensemble formé par la Dombes des étangs et sa bordure orientale forestière.
- Ensemble formé par la haute chaîne du Jura, le Défilé de l'Écluse, l’Etournel et le Vuache.
- Ensemble formé par le fleuve Rhône, ses lônes et ses Brotteaux a l’amont de Lyon.
- Ensemble formé par le plateau de Retord et la chaîne du Grand Colombier.
- Étang Barvey.
- Étang de But.
- Étang de Montalibord.
- Étang de Pontremble, forêt du Villard.
- Étang d'entre Roche.
- Étang des Gonnets.
- Étang des marais.
- Étang du Saule.
- Étang Morel.
- Étang Neuf.
- Étangs de la Dombes.
- Falaise de Conand.
- Falaise de Conzieu.
- Falaise de Crept.
- Falaise de Croix l’Evêque.
- Falaise de la Combe.
- Falaise de Musin.
- Falaise de Pugieu.
- Falaise de Saint Jacob.
- Falaise de Saint Maurice-des-Chazaux.
- Falaise de Virignin, grottes de Pierre-Châtel.
- Falaise des Gouttes.
- Falaise du col de la Bréchette et bois de Ban.
- Falaise du Poizat.
- Falaise du Trou à la Roche.
- Falaises de Cerdon.
- Falaises de Merpuis.
- Falaises de Sur Châtillon.
- Forêt et prairies du Communal.
- Gorges de la Valserine en amont de Montanges.
- Gorges de l'Albarine et cluse des Hopitaux.
- Gouffre du Chapitre.
- Gravière de Romanèche.
- Grotte de Hautecourt.
- Grotte de Tréfiez.
- Grotte de Vaux.
- Grotte des Hoteaux et Église Saint-Pierre de Rossillon.
- Grotte du Pic.
- Grotte, rochers et pelouses de la Roche d’Au-Delà.
- Haute chaîne du Jura.
- Haut-Rhône  à l’aval du barrage de Seyssel.
- Haut-Rhône de la Chautagne aux chutes de Virignin.
- Île de la Motte.
- Île de Malafretaz.
- Île des Brotteaux.
- Îles du Haut-Rhône .
- Îles du Rhône de Sault-Brenaz à Briord.
- Îles et prairies de Quincieux.
- La côte Druet.
- Lac d'Ambléon.
- Lac d'Arboréiaz.
- Lac d’Armaille.
- Lac de Barterand et marais de Saint Champ.
- Lac de Bret.
- Lac de Chailloux.
- Lac de Corne-Bœuf.
- Lac de Sylans.
- Lac du Bois des Cornes.
- Lac Genin.
- Lac oriental des Hôpitaux, marais et source du Furans.
- Lacs de Virieu et de Pugieu.
- L'Albarine.
- Lande tourbeuse des Oignons.
- L'Etournel.
- Lit majeur de la Saône.
- Lône et forêt riveraine de l’île de Méant.
- Lônes de la Chaume et du Grand Gravier.
- Marais d'Archine.
- Marais de Bourbeux.
- Marais de Conzieu.
- Marais de Fenières.
- Marais de la Praille.
- Marais de la Versoix.
- Marais de Lassignieu.
- Marais de Lavours.
- Marais de Serrières-de-Briord.
- Marais de Vaux.
- Marais de Vaux de Saint Bois.
- Marais de Vial.
- Marais des Bidonnes, rivière de la Versoix et marais de Prodon.
- Marais des Broues.
- Marais des Échets.
- Marais des Planches.
- Marais du barrage d'Intriat, marais du Contour.
- Marais du Bret.
- Marais du Chanay.
- Marais du château de Tavollet.
- Marais du creux de Vau.
- Marais du Grand Pré.
- Marais du Poisat à Marchamp.
- Marais et lac de Chavoley.
- Mare des Mangettes.
- Massifs du Haut-Bugey.
- Massifs occidentaux du Bugey.
- Milieux alluviaux du Rhône du Pont de Groslée à Murs et Gélignieux.
- Milieux alluviaux et lône de la Ferrande.
- Milieux alluviaux et lône de la Négria.
- Molard de Conflans.
- Mont Cornet.
- Mont de Cordon.
- Mont de Nurieux.
- Mont Gela.
- Mont Mener.
- Montagne de Parves.
- Montagne de Sérémond.
- Montagne de Tentanet.
- Parc et château de Grammont.
- Partie aval de la rivière du Furans.
- Partie aval du ruisseau de la Callone.
- Partie aval du ruisseau de la Vézéronce.
- Partie aval du ruisseau du Rhéby.
- Pelouse de Vesancy.
- Pelouse sèche au-dessus du Sorbier.
- Pelouse sèche de Balvay.
- Pelouse sèche de Brûleron.
- Pelouse sèche de chez Goyet.
- Pelouse sèche de la combe de Vau.
- Pelouse sèche de la combe noire.
- Pelouse sèche de la montagne de Suerne.
- Pelouse sèche de Monnet.
- Pelouse sèche des Gravelles.
- Pelouse sèche d’Injoux.
- Pelouse sèche du champ Furrez.
- Pelouse sèche du crêt de Montmerle.
- Pelouse sèche du Lavoux.
- Pelouse sèche du Mollard Miot.
- Pelouse sèche du mont Pela.
- Pelouse sèche du Tremollard Riond.
- Pelouses de Sault-Brenaz.
- Pelouses, forêts et prairies de la Petite-Montagne.
- Pelouses sèches d’Ambérieu.
- Pelouses sèches de Benonces.
- Pelouses sèches de Champriond.
- Pelouses sèches de Chiloup.
- Pelouses sèches de Condière.
- Pelouses sèches de Corbonod.
- Pelouses sèches de Corveissiat.
- Pelouses sèches de Crept.
- Pelouses sèches de Curfin.
- Pelouses sèches de Cuvergnat.
- Pelouses sèches de Daranche.
- Pelouses sèches de la Bruyère et d’Izieu.
- Pelouses sèches de la Bugne.
- Pelouses sèches de la combe d’Innimond.
- Pelouses sèches de la côte du lac d’Arboréiaz et des Igonettes.
- Pelouses sèches de la partie méridionale du plateau de Jargoy.
- Pelouses sèches de la Valbonne.
- Pelouses sèches de la Vie Blanche.
- Pelouses sèches de l'Abergement de Varey.
- Pelouses sèches de Lassena.
- Pelouses sèches de Lompnas.
- Pelouses sèches de Mannont.
- Pelouses sèches de Montbreyzieu.
- Pelouses sèches de Napt.
- Pelouses sèches de petit Corent.
- Pelouses sèches de petit Vallon.
- Pelouses sèches de Saint Sulpice-le-Vieux.
- Pelouses sèches de Silans.
- Pelouses sèches de Sonthonnax.
- Pelouses sèches de Treffort-Cuisiat et Meillonnas.
- Pelouses sèches d’Ecuvillon.
- Pelouses sèches des côtes de Merloz et Chambod.
- Pelouses sèches des Gaboureaux.
- Pelouses sèches des pentes du mont Rosset.
- Pelouses sèches d’Ochiaz.
- Pelouses sèches du bois de la Cha.
- Pelouses sèches du Chosas.
- Pelouses sèches du col de Montratier.
- Pelouses sèches du Combillon.
- Pelouses sèches du Mollard Maison.
- Pelouses sèches du mont de Rignat.
- Pelouses sèches du mont Louvet.
- Pelouses sèches du Réservoir.
- Pentes boisées de Beligneux.
- Pentes boisées en rive gauche du Rhône.
- Pentes de Tête Béguine.
- Pentes du Grand Colombier.
- Pentes et falaises de Champriond.
- Pentes sèches de la Béyat.
- Plaine de Marboz.
- Plaine des Avenieres.
- Plateau de Suerme.
- Plateau de Retord.
- Pont de la Faverge.
- Pont de Serrières-sur-Ain.
- Prairie de Grand Pâquier, prairie Bourbouillon.
- Prairie de la Belloire.
- Prairie de la vieille Seille.
- Prairie d’Echallon.
- Prairie du Champ Biolay et plateau de la Belloire.
- Prairie du ruisseau du Gua.
- Prairies de Jayat, du Curtelet et de Césille.
- Prairies de Lancrans.
- Prairies du Luisard.
- Prairies et landes sommitales du Grand Colombier.
- Prairies inondables du val de Saône.
- Réseau de zones humides du plateau de brenod.
- Révermont et gorges de l’Ain.
- Ripisylve du Seymard.
- Rivière d'Ain de Neuville à sa confluence.
- Rivière de l’Oignin.
- Rivière du Suran de Fomente à sa confluence.
- Roche rousse.
- Rocher des trois Colonnes.
- Rocher et grotte de Salavre.
- Rochers de Beloz.
- Rochers de la Falconnière, rivière de la Câline.
- Rochers de Nantua.
- Ruisseau de la Morena.
- Ruisseau de l’Etre.
- Ruisseau des Pralies.
- Ruisseau du Buizin sous Vaux Févroux.
- Ruisseau du Culéu à Bassieu.
- Ruisseau du Séran à Lilignod.
- Source du Sébier.
- Steppes de la basse vallée de l’Ain et de la Valbonne.
- Tourbière de Cerin.
- Tourbière de Colliard.
- Tourbière de la Béroude.
- Tourbière de l'Étang.
- Tourbière de Rougemont.
- Tourbière des Loups.
- Val de Fier.
- Val de Saône méridional.
- Vallée sèche de Drom.
- Vallées du Sevron, du Solnan et massifs boisés alentour.
- Valromey.
- Versant bordant et dominant le Rhône à l'Est de Bellegarde.

## Sites non présents dans la liste principale
- Boisement humide de La Boisse[2].